# Infidelele

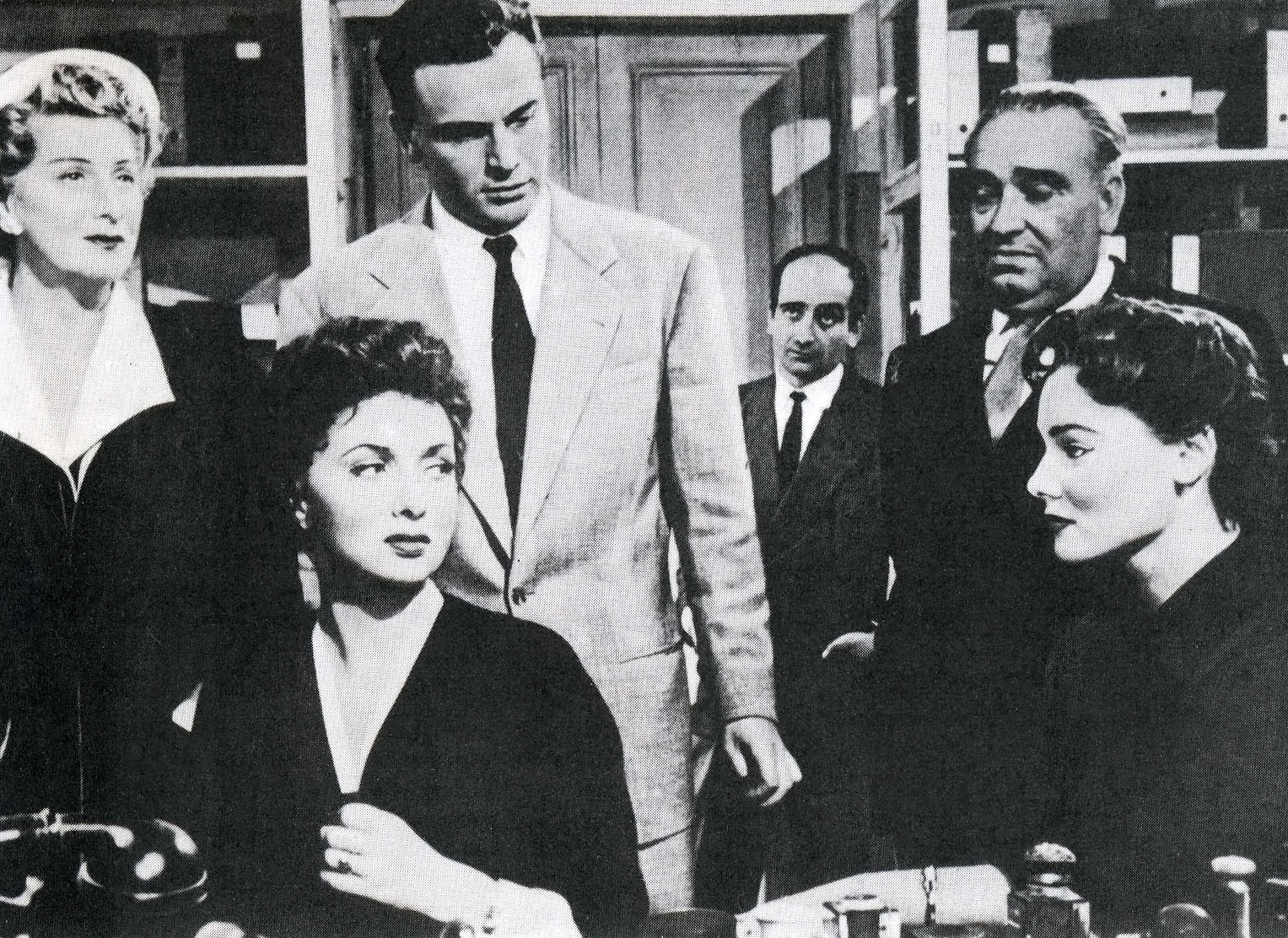
Scenă din film cu Tina Lattanzi, Gina Lollobrigida, Pierre Cressoy, Nino Milano, Paolo Ferrara și May Britt

Infidelele (titlul original: în italiană Le infedeli) este un film de comedie dramatică italian, 
realizat în 1953 de regizorii Mario Monicelli și Steno, după un subiect de Ivo Perilli. Filmul este produs de Carlo Ponti și Dino De Laurentiis, protagoniști fiind actorii Gina Lollobrigida, Pierre Cressoy, May Britt și Marina Vlady. 
Deși a fost semnat de cei doi regizori din motive contractuale, filmul a fost regizat de Monicelli singur. El povestește despre viața a trei femei de vârstă mijlocie, Luisa, Liliana și Lulla, toate necredincioase soților lor și Osvaldo, un aventurier cinic care profită de slăbiciunile lor.

## Distribuție
- Gina Lollobrigida – Lulla Possenti
- Pierre Cressoy – Osvaldo
- May Britt – Liliana
- Tania Weber – prietena lui Lulla
- Marina Vlady – Marisa
- Irene Papas – Luisa Azzali
- Anna Maria Ferrero – Cesarina
- Tina Lattanzi – Carla Bellaris
- Carlo Romano – Giovanni Azzali
- Giulio Calì – Cantagalli
- Margherita Bagni – mama lui Marisa
- Milko Skofic – Guido
- Carlo Mazzarella – Luigi
- Paolo Ferrara – comisarul